# 일본의 상용한자

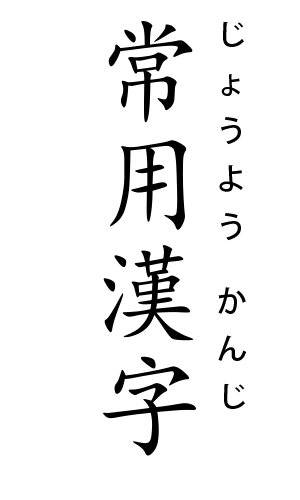

일본의 상용한자(일본어: 常用漢字 조요칸지[*])는 "법령, 공용 문서, 신문, 잡지, 방송 등 일반 사회 생활에서 사용할 때, 효율적으로 공통성이 높은 한자를 모아 알기 쉽고 소통하기 쉬운 문장을 표기하기 위한 한자 사용의 기준"으로 일본 정부(문부과학성 국어심의회)가 "한자와 관련한 정책"에 따라 일본의 자국민들에게 고시한 《상용한자표(일본어: 常用漢字表)》에 기재된 일본어의 한자를 말한다.
현행의 일본의 《상용한자표》는 일본에서 2010년 11월 30일에 《2010년 내각고시 제2호(일본어: 平成22年内閣告示第2号)》로 고시된 2,136자에 4,388음훈(2,352음, 2,036훈)으로 구성되어 있다.
일본의 상용한자는 크게 일본에서 "교육한자"라고 불리는 초등학교 학습 대상의 한자(1,026자)와 그 외의 중고등학교 학습 대상 한자(1,110자)로 나뉜다.

## 개요
일본의 상용한자(일본어: 常用漢字)는 제2차 세계 대전 직후 제정된 고등 교육 수준의 표준 한자인 1,850자로 구성된 당용한자(일본어: 当用漢字 도요칸지[*])를 일부 개편하여 만들어져 1981년 10월 1일 《1981년 내각훈령 제1호(일본어: 昭和56年内閣訓令第1号)》의 1,945자로 구성된 《상용한자표(일본어: 常用漢字表)》를 최초 고시한 것을 시작으로, 2010년에 한 차례 개정되어 현재, 이전의 1981년도 제정 상용한자 1,945자 구성에서 5자가 삭제되고 196자가 새로 추가된 2010년 11월 30일에 《2010년 내각고시 제2호(일본어: 平成22年内閣告示第2号)》의 《상용한자표》에 고시된 2,136자로 구성되어있다.

## 1981년 상용한자 제정
1981년 당시 1,850자로 구성된 기존의 당용한자(일본어: 当用漢字 도요칸지[*])에 95자를 새로 추가하여 "상용한자(일본어: 常用漢字 조요칸지[*])"로서 총 1,945자에 4,087음훈(2,187음, 1,900훈)으로 구성된 "상용한자표(일본어: 常用漢字表)"를 1981년 10월 1일 《내각훈령 제1호(일본어: 内閣訓令第1号)》로 최초 고시한다.
- 기존의 당용한자에서 추가된 한자 (95자)

猿
凹
渦
靴
稼
拐
涯
垣
殻
潟
喝
褐
缶
頑
挟
矯
襟
隅
渓
蛍
嫌
洪
溝
昆
崎
皿
桟
傘
肢
遮
蛇
酌
汁
塾
尚
宵
縄
壌
唇
甚
据
杉
斉
逝
仙
栓
挿
曹
槽
藻
駄
濯
棚
挑
眺
釣
塚
漬
亭
偵
泥
搭
棟
洞
凸
屯
把
覇
漠
肌
鉢
披
扉
猫
頻
瓶
雰
塀
泡
俸
褒
朴
僕
堀
磨
抹
岬
妄
厄
癒
悠
羅
竜
戻
枠
- 모양이 바뀐 한자

燈 -> 灯
- 음훈(音訓)이 추가된 한자

栄(は·える), 憩(いこ·う), 香(かお·る), 愁(うれ·える), 謡(うた·う), 露(ロウ), 和(オ)
- 음훈이 삭제된 한자

膚(はだ), 盲(めくら)

## 2010년 개정
2005년 2월 문화심의회(일본어: 文化審議会)의 국어분과회가 "정보화 시대에 대응하기 위해서 상용한자 본연의 모습을 검토해야 한다"는 보고서를 해당 심의회에 제출했다. 이에 따라 같은 해 3월, 나카야마 문부과학대신은 《상용한자표(일본어: 常用漢字表)》의 재검토에 관해 문화심의회에 문의했다. 같은 해 9월부터 문화심의회 국어분과회의 한자소위원회(일본어: 漢字小委員会)가 상용한자의 재검토의 심의에 들어갔다.
그 뒤 제6회 한자소위원회에서 《상용한자》 및 《준상용한자(일본어: 準常用漢字): 상용한자에 준하는 한자. 상용한자의 대신으로 써도 허용되는 한자)》를 나누는 안에 대한 검토 자료가 배포었으며, 제15차 한자소위원회에서 2010년 2월에 새로운 《상용한자표》의 답신을 목표로 한다고 밝혔다. 그 이후의 한자소위원회에서 한자표가 복잡해짐에 대해 이의가 제기되며 "준상용한자"의 구분은 최종적으로 행해지지 않았다.
2008년 1월 9일 일본 47개의 도도부현 명칭에서 사용되는 한자 중 상용한자에 현재 포함되지 않았던 阪・鹿・奈・岡・熊・梨・阜・埼・茨・栃・媛 11자를 상용한자에 포함하기로 결정했다. 이는 고유명사는 상용한자표의 대상으로 하지 않는 원칙을 계속 유지하되, 공공성이 높은 도도부현명에 대해서는 예외를 인정한 것이다. 그 후 韓・畿가 추가 후보에 포함되었는데 이는 도도부현명에 준하는 한자로서의 자리 매김이었다.
2008년 5월 12일, 제21회 한자소위원회에서 제1차 후보 초안 218자가 발표되었다. 이 시점에서는 특정 단어에만 상용 한자와 동급으로 인정하는 숙어가 "별표"로 포함되어 있었으나, "가급적 알기 쉬운 한자표를 작성할 것"이라는 지침에 따라 그 후 6월 16일 제23회 한자소위원회에서는 제2차 후보가 "별표"를 통합한 형태로 발표되어, 이날 심의에서 수리되었다. 또한 제2차 후보에서는 "본표에 들어갈 가능성이 있는 후보 한자"를 188자로 정했다. 또한 '斤'이 삭제 후보에서 제외되었다. 같은 해 7월 15일, 제24회 한자소위원회에서는 7월 31일 제39회 국어분과회에 제출하는 자료에 대해서 "최종적인 취급에 대해서는 담당이었던 마에다 주사에게 일임할 것"이 승인되었다. 또한, 국어분과회에서 글자의 후보안이 승인되었다고 해도 향후의 음훈(音訓)의 검토 과정에서 일부 글자의 넣고 뺌이 있을 수 있음도 확인되었다. 그 후 2008년 9월 22일, 제25회 한자소위원회에서는 추가 후보에 刹・椎・賭・遡 이 포함, 蒙 이 제외되었고 이로써 추가 후보는 191자가 되었다.
2009년 10월 23일 제37회 한자소위원회 및 같은 해 11월 10일 제42회 국어 분과회에서 승인된 수정안에서는 柿・哺・楷・睦・釜・錮・賂・勾・
毀 9자가 추가, 聘・憚・哨・諜 4자가 제외되어, 추가 후보는 다시 196자가 되었다. 아울러 한자표의 명칭은 기존과 같은 명칭인 "《상용한자표》 (개정 상용한자표(일본어: 改定常用漢字表)"로 하는 것이 확정되었다.
그 후 2010년 6월 7일, 제51차 문화심의회(일본어: 文化審議会) 총회에서 최종 개정된 총 2,136자 구성의 《상용한자표》를 답신했다.

### 최종 변경 내용
- 추가된 한자 (196자)

挨 曖 宛 嵐 畏 萎 椅 彙 茨 咽 淫 唄 鬱 怨 媛 艶 旺 岡 臆 俺 苛 牙 瓦 楷 潰 諧 崖 蓋 骸 柿 顎 葛 釜 鎌 韓 玩 伎 亀 毀 畿 臼 嗅 巾 僅 錦 惧 串 窟 熊 詣 憬 稽 隙 桁 拳 鍵 舷 股 虎 錮 勾 梗 喉 乞 傲 駒 頃 痕 沙 挫 采 塞 埼 柵 刹 拶 斬 恣 摯 餌 鹿 𠮟 嫉 腫 呪 袖 羞 蹴 憧 拭 尻 芯 腎 須 裾 凄 醒 脊 戚 煎 羨 腺 詮 箋 膳 狙 遡 曽 爽 痩 踪 捉 遜 汰 唾 堆 戴 誰 旦 綻 緻 酎 貼 嘲 捗 椎 爪 鶴 諦 溺 塡 妬 賭 藤 瞳 栃 頓 貪 丼 那 奈 梨 謎 鍋 匂 虹 捻 罵 剝 箸 氾 汎 阪 斑 眉 膝 肘 訃 阜 蔽 餅 璧 蔑 哺 蜂 貌 頰 睦 勃 昧 枕 蜜 冥 麺 冶 弥 闇 喩 湧 妖 瘍 沃 拉 辣 藍 璃 慄 侶 瞭 瑠 呂 賂 弄 籠 麓 脇
- 삭제된 한자 (5자)

勺 錘 銑 脹 匁
(이 다섯자는 삭제되었으나, 당해 동시에 개정된 신생아용 인명 한자에는 삭제되지 않아 인명에는 사용이 가능하다.)
- 음훈의 변동

- 음훈 추가
  - 委(ゆだねる), 育(はぐくむ), 応(こたえる), 滑(コツ), 関(かかわる), 館(やかた), 鑑(かんがみる), 混(こむ), 私(わたし), 臭(におう), 旬(シュン), 伸(のべる), 振(ふれる), 粋(いき), 逝(いく), 拙(つたない), 全(すべて), 創(つくる), 速(はやまる), 他(ほか), 中(ジュウ), 描く(かく), 放(ほうる), 務(つとまる), 癒(いえる・いやす), 要(かなめ), 絡(からめる), 類(たぐい)

- 음훈 변경
  - 훈: 側(がわ)

- 음훈 삭제
  - 음: 浦(ホ)
  - 훈: 畝(せ), 疲(つか·らす)

## 법령에서의 사용
법령에서는 상용한자만을 사용하는 것을 원칙으로 하는데, 상용한자 외의 글자는 단어 자체를 바꾸거나, 상용한자 외의 글자만 히라가나로 쓰거나, 혹은 상용한자 외의 한자를 사용하되 처음 나온 한자에 대해서만 후리가나를 표기하는 방법이 사용된다.
단어 자체를 바꾸는 것은 일본 전후 시기 당용한자를 사용할 때 많이 쓰였다. 예를 들면 "포기(抛棄 호키[*])"라는 단어를 같은 음의 다른 한자 "방기(放棄 호키[*])"로 바꾸는 것이다. 그 밖에도 "시체(屍体 시타이[*])"를 "사체(死体 시타이[*])"로 대체하고 수학의 "함수(函数 간스[*])"를 "관수(関数 간스[*])"로 표기하거나 "간첩(間諜 간초[*])"이란 단어를 "스파이(スパイ)"로 쓰는 것도 이에 포함된다.
히라가나로 쓰기는 기계적으로 사용할 수 있기 때문에 많이 사용되어 왔지만 동음이의어가 있는 경우와 "주둔지(駐とん地/駐屯地)", "부두(ふ頭/埠頭)"의 예처럼 단어의 일부만 히라가나를 쓰는 부자연스러움이 있고 또한 학문적으로는 한자를 사용하는 것이 일반적이기 때문에 점차 잘 사용되고 있지 않다.
처음 나오는 한자에만 후리가나를 표기하는 방식은 상용한자 사용의 원칙을 따르면서도 자연스러운 표기를 할 수 있어서 법조문 등에 많이 사용되고 있다.
헤이세이 시대로 들어오면서 구어화 된 형법, 민사소송법 등은 모두 이 방식을 사용한 예이다.

## 같이 보기
- 한국어의 한자
- 도요칸지
- 일본의 교육한자